# Pape Ndiaga Yade
Pape Ndiaga Yade (* 5. Januar 2000 in Saint-Louis) ist ein senegalesischer Fußballspieler, der seit 2024 beim moldauischen Erstligisten Sheriff Tiraspol unter Vertrag steht. International spielt er für Mauretanien.

## Karriere
Yade begann seine fußballerische Ausbildung beim ASC Linguère und der AS Génération Foot in Senegal, wo er bis 2019 spielte. Am 6. März 2018 gab er dort in der ersten Runde der CAF Champions League sein Profidebüt, als sein Team gegen den Horoya AC aus Guinea verlor. Insgesamt spielte er in der Saison 2017/18 dreimal in der Champions League und dem CAF Confederation Cup zusammengenommen.
Im Sommer 2019 wechselte er dann nach Frankreich zum Ligue 1-Aufsteiger FC Metz, bei dem er jedoch zunächst nur für die Zweitvertretung in der National 3 und später National 2 spielte. Im Profiteam debütierte er am 25. Januar 2020 (21. Spieltag), als er bei einem knappen Auswärtssieg gegen Stade Reims spät eingewechselt wurde. Bis zum vorgezogenen Saisonende aufgrund der COVID-19-Pandemie spielte er wettbewerbsübergreifend viermal im Profibereich. Am zehnten Spieltag der Folgesaison stand Yade in der Startelf und schoss bei einem 1:1-Unentschieden gegen den FCO Dijon sein erstes Tor für die Grenats. Insgesamt wurde er in der Saison 2020/21 oft eingewechselt und kam für das erste Team zu insgesamt 31 Spielen, drei Toren und fünf Vorlagen. In der Spielzeit 2021/22 erhielt er weniger Einsatzzeit und blieb ohne Torerfolg. Im Sommer 2022 stieg er mit Metz in die Ligue 2 ab. In der folgenden Saison kam er dort für den Verein noch in drei der ersten vier Spiele zum Einsatz, ehe ihn Ende August 2022 der Erstligist ES Troyes AC für ein Jahr auf Leihbasis mit anschließender Kaufoption verpflichtete. Nach 14 Einsätzen im Laufe der Saison 2022/23 machte der Verein von seiner Kaufoption keinen Gebrauch. Yade kehrte daraufhin im Sommer 2023 kurzzeitig zum FC Metz zurück, der zwischenzeitlich wieder in die Ligue 1 aufgestiegen war, ehe er Ende Juni an den Zweitligisten US Quevilly verliehen wurde. Dort bestritt er innerhalb eines Jahres 34 Ligaspiele, in denen ihm vier Tore und drei Vorlagen gelangen, stieg mit der Mannschaft am Saisonende jedoch in die dritte Liga ab.
Nach Ablauf der Leihe kehrte er im Sommer 2024 nicht mehr zum zwischenzeitlich erneut in die Ligue 2 abgestiegenen FC Metz zurück und verließ den Verein zwei Jahre vor Ablauf seines Vertrages. Stattdessen schloss er sich in Moldawien dem Erstligisten Sheriff Tiraspol an.

## Erfolge
FC Metz B
- Aufstieg in die National 2: 2020